# Prunus apetala
Prunus apetala — вид квіткових рослин із підродини мигдалевих (Amygdaloideae).

## Біоморфологічна характеристика
Це листопадний кущ чи невелике дерево заввишки до 5 метрів. 

## Поширення, екологія
Ендемік Японії (Хонсю, Кюсю). Цей вид росте на низьких горах у помірному лісі.

## Використання
Плоди їдять сирими чи приготовленими. З листя можна отримати зелений барвник. З плодів можна отримати барвник від темно-сірого до зеленого. Цей вид культивується як декоративне дерево в регіонах з помірним кліматом.